# اقباژ
اقباژ (به انگلیسی: Aghbazh) یک منطقهٔ مسکونی در پاکستان است که در مناطق قبیله‌ای فدرال واقع شده‌است.

## خصوصیات
اقباژ ۲٬۲۳۹ متر بالاتر از سطح دریا واقع شده‌است.